# نحل العسل العملاق
النحل العملاق يعتبر هذا النوع من النحل أكبر وأشرس أنواع النحل ويعيش في حالة برية وله نمط غريب ومختلف في حياته حيث نجده متراصاً في صفوف ساكنة ولكنهه يتحرك خلال ثوان ليشن هجوماً عنيفاً عند حدوث أي خطر معتمداً علي قوته وشدة لسعه مما يشكل خطورة علي الإنسان .
وهذا النوع يبني قرصاً واحداً كبيراً في الهواء الطلق وتتراوح أبعاده 60 مم طولاً و36 مم عرضاً وسمكه من الأعلي 10 مم ومن الأسفل سنتمتراً واحد وقد يصل محصول العسل فيه إلى 80 كيلو .
يسود النحل العملاق في الهند وباكستان وماليزيا والفلبين كما يستطيع العيش في المناطق الجبلية والتي قد يصل ارتفاعها إلي 2000 متر فوق مستوي سطح البحر ورغم إن هذا النوع من النحل يعيش في حالته البرية إلا إن إنتاج العسل منه يشكل ما نسبته 60 - 70 % في الهند حيث يتم جمع العسل منه بطريقة ابتدائية تعتمد علي إشعال النار وإطلاق الدخان لإبعاده عن القرص وجمع العسل ويلعب النحل العملاق دوراً مهماً في تلقيح الأزهار وزيادة إنتاج الغداء في مناطق وجوده، ويعتبر شمع النحل العملاق عال الجودة.

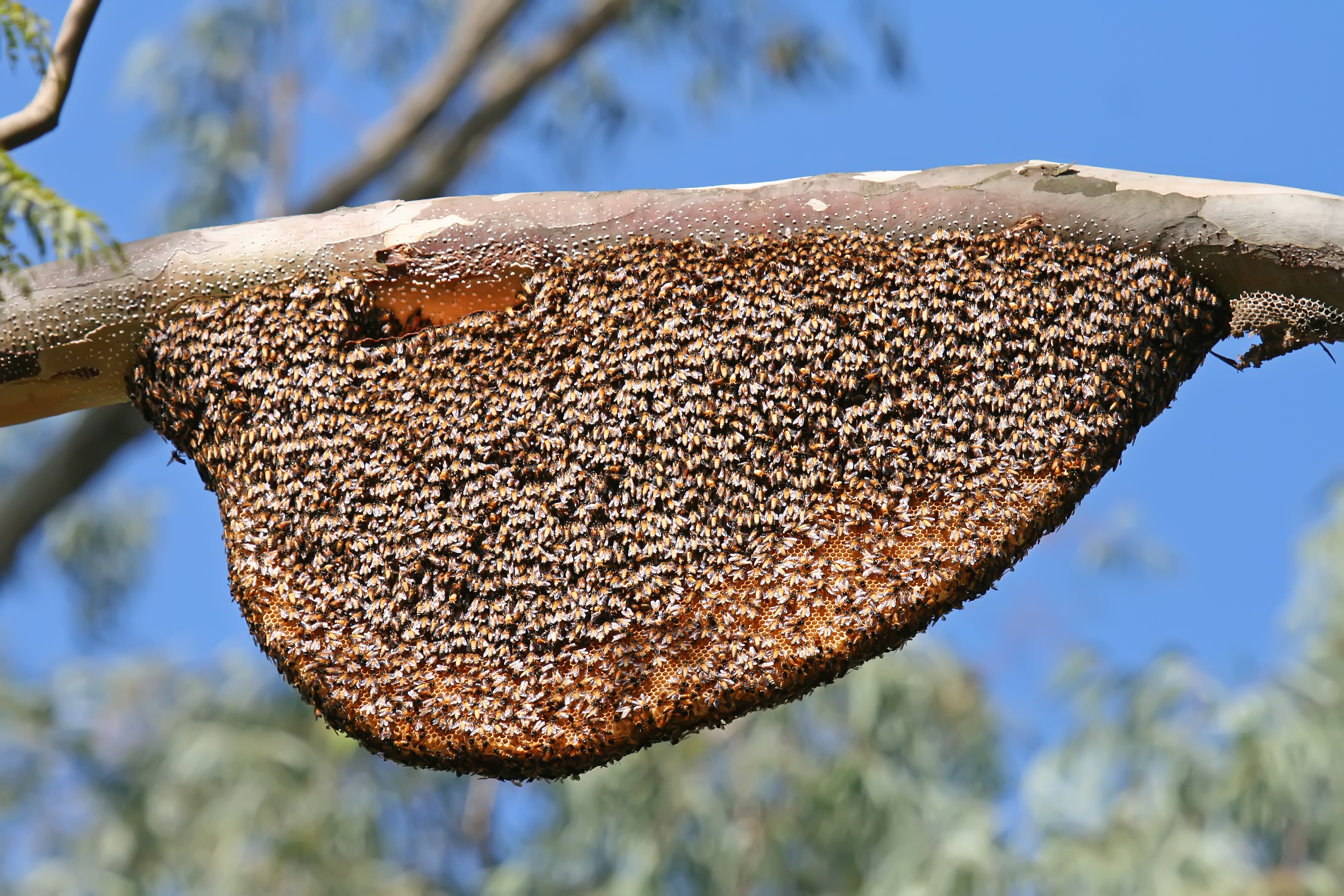
خلية طبيعية للنحل العملاق, الجزء السفلي من الخلية يظهر عدد قليل من أقراص العسل الغير مستعملة